# Cruscades
Cruscades (okzitanisch Cruscadas) ist eine französische Gemeinde mit 940 Einwohnern (Stand 1. Januar 2022) im Département Aude in der Region Okzitanien. Sie gehört zum Arrondissement Narbonne und zum Kanton Le Lézignanais.

## Lage
Cruscades liegt 17 Kilometer von Narbonne und fünf Kilometer von Lézignan-Corbières entfernt.

## Bevölkerungsentwicklung
| Jahr      | 1962 | 1968 | 1975 | 1982 | 1990 | 1999 | 2013 |
| Einwohner | 399  | 374  | 341  | 290  | 289  | 324  | 715  |

## Sehenswürdigkeiten
- Kirche Saint-Jean-l‘Évangéliste (13. Jahrhundert)
- Ehemalige Burgkapelle (ab Ende 13. Jahrhundert)

## Persönlichkeiten
- Bruno Pradal (1949–1992), Schauspieler, stammte durch seine Mutter aus Cruscades